# AJ 매클레인
A. J. 맥린(A. J. McLean, 1978년 1월 9일 - )은 미국의 가수로, 백스트리트 보이즈의 일원이다. 백인답지 않은 특유의 흑인성향의 허스키한 목소리를 갖고있으며 그 목소리로 인해 다른 보이그룹들의 곡들과는 차별화된 백스트리트보이즈만의 곡들이 나올수 있었다. 2000년대 초반,
한창 백스트리트보이즈의 뉴싱글 Drowning과 그 후 나온 베스트앨범 <Backsteeet boys, Greatest hits-chapter one>이 성황리에 판매되고 있을 무렵 2002년 AJ맥린은 극심한 알콜중독과 함께 백스트리트보이즈의 리더 케빈리처드슨과의 불화설이 돌기도 하였다. 그러다 2003년 12월. 단독으로 출연한 오프라윈프리쇼에서 깜짝출연한 백스트리트보이즈 멤버들과 2년만에 재회했고 케빈과 화해를 나누며 다시 재기에 성공했다.
2010년 솔로앨범 <Have it all>을 발표했었다.

## 같이 보기
- 백스트리트 보이스